# 伊犁鼠兔
伊犁鼠兔（学名：Ochotona iliensis）僅存於中國新疆，是高原生態系統中的一個特殊的物种。

## 栖息地与分布
伊犁鼠兔主要棲息在海拔2800米至4100米之間的天山裸岩區，在南北天山有两片独立的分布区，分布区内被分割在天山的各个山头，呈岛状分布。

## 生活习性
在有草甸、高寒垫状植被分布的的陡峭岩壁上生活，主要食物是岩缝中生长的高山植物。
虽然大多数鼠兔是昼行性，但是野外调查表明伊犁鼠兔在夜间活动较多，仅冬季在白天活动。
伊犁鼠兔多是单独活动，不鸣叫，但有贮草习性。由于种群密度低，缺少种群内与种群间的联系，使它的一些习性有别于其它鼠兔。
伊犁鼠兔不冬眠，冬季尽在洞穴周围少量活动。

## 外形特征
伊犁鼠兔成体20厘米左右，耳朵在鼠兔中是最大的，后足也是鼠兔中最长的。全身覆毛棕黄或棕褐色，绒毛较多，额部和头顶毛绣棕色，毛基部灰黑色，脚垫黑色。

## 繁殖生物学
由于被捕捉到的个体很少，有关伊犁鼠兔的人工饲养研究很少。对于标本的生殖腺体组织学标本研究显示，伊犁鼠兔可能是一年2胎。由于自然状况伊犁鼠兔分布呈岛状，近亲交配导致物种基因比较纯正，基因的流动性差。

## 发现过程
1983年7月，当时就职于新疆伊犁地区卫生防疫站鼠疫防治科的李维东，在尼勒克县境内作业外考察时，发现一个耳朵比老鼠长、比兔子短的小动物，并采集到标本。当时李维东查阅了文献没有发现相关记载，后来托人将标本带给中科院动物所的研究院马勇。经过几年的不懈努力，终于在1986年的《动物学报》发表了这一新物种，并定名为伊犁鼠兔。

## 濒危因素
李维东在2002年的调查中对伊犁鼠兔的生存状况进行评估，此次调查发现伊犁鼠兔在包括模式标本产地在内的多处栖息地中消失或减少。1992年至2002年的十年间，伊犁鼠兔的栖息地减少了57.14%，推测数量1300只，成熟个体少于930只，总体上这十年伊犁鼠兔的种群数量减少了55%。因其数量减少、种群持续衰退、栖息地严重分割，2002年被IUCN归为濒危（EN）物种，2005年收入《中国物种红色名录》。
造成伊犁鼠兔的濒危因素主要有：
1. 个体损失。2002年的调查表明，凡是捕捉过伊犁鼠兔或者损失个体的区域，其数量很难恢复。
2. 人类活动和放牧。牲畜会与伊犁鼠兔争夺本来就很贫瘠的高山植被，践踏植被；牧羊犬会直接捕捉它们。
3. 气候变化。全球气候变暖使天山山脉的冰川退缩加速，本就呈片段化岛屿状分布的伊犁鼠兔栖息地继续退缩，以躲避人类活动的影响。
4. 疫病因素。有研究表明，从其数量、分布和体外寄生蚤等方面综合判断，伊犁鼠兔不具备鼠疫主要宿主的基本条件，但不排除次要和偶然宿主的可能[3]。疫情的爆发也可能是他们数量减少的原因[8]。